# Александрија (Украјина)
Александрија (укр. Олександрія) град је Украјини у Кировоградској области. Према процени из 2012. у граду је живело 83.072 становника.

## Становништво
Према процени, у граду је 2012. живело 83.072 становника.
| 1979.  | 1989.   | 2001.  | 2012.  |
| ------ | ------- | ------ | ------ |
| 82.059 | 102.611 | 93.357 | 83.072 |

## Партнерски градови
- Јароћин